# Delonix floribunda
Espèce
Classification phylogénétique
Statut de conservation UICN

 LC  : Préoccupation mineure
Delonix floribunda, le flamboyant à fleurs jaunes, est une espèce de plantes à fleurs de la famille des Caesalpiniaceae selon la classification classique, ou des Fabaceae selon la classification phylogénétique.
C'est un arbre endémique à Madagascar.

## Description
Il donne une très large tête plate de fleurs jaunes à la fin de printemps. Il est cultivé comme arbre d'ornement dans un sol riche en climat tempéré ou tropical. Il peut être multiplié par semis.

## Synonymes
- Aprevalia floribunda
- Aprevalia perrieri